# Kanton Val-de-Meuse
Val-de-Meuse is een voormalig kanton van het Franse departement Haute-Marne. Het kanton maakte deel uit van het arrondissement Langres. Het werd opgeheven bij decreet van 17 februari 2014, met uitwerking op 22 maart 2015. Alle gemeente werden toegevoegd aan het kanton Bourbonne-les-Bains. 

## Gemeenten
Het kanton Val-de-Meuse omvatte de volgende gemeenten:
- Chauffourt
- Dammartin-sur-Meuse
- Lavilleneuve
- Sarrey
- Val-de-Meuse (hoofdplaats)